# Corenc
Corenc är en kommun i departementet Isère i regionen Auvergne-Rhône-Alpes i sydöstra Frankrike. Kommunen ligger i kantonen Meylan som tillhör arrondissementet Grenoble. År 2022 hade Corenc 4 177 invånare.

## Befolkningsutveckling
Antalet invånare i kommunen Corenc
Referens:INSEE